# 31655 Averyclowes
31655 Averyclowes è un asteroide della fascia principale. Scoperto nel 1999, presenta un'orbita caratterizzata da un semiasse maggiore pari a 2,5593981 UA e da un'eccentricità di 0,0447409, inclinata di 7,51019° rispetto all'eclittica.